# دانشگاه تریساکتی
دانشگاه تریساکتی (Usakti, Trisakti) بزرگ‌ترین دانشگاه خصوصی اندونزی است که در جاکارتا، اندونزی واقع شده است. دانشگاه تریساکتی تنها دانشگاه خصوصی در اندونزی است که توسط دولت جمهوری اندونزی تأسیس شده است. این دانشگاه که در ۲۹ نوامبر ۱۹۶۵ تأسیس شد، بیش از ۲۰۰۰۰ دانشجوی فعال دارد و بیش از ۱۰۰۰۰۰ فارغ‌التحصیل داشته است. دانشگاه تریساکتی در حال حاضر ۷۴۲ عضو هیئت علمی رسمی (۸۲٪) و ۱۶۰ مدرس پاره وقت (۱۸٪) دارد.
دانشگاه تریساکتی به‌طور کلی و به ویژه برای سطح کمی و کیفی جذب شغل برای فارغ التحصیلان به شهرت جهانی دست یافته است.